# Bemlos setosus
Bemlos setosus är en kräftdjursart som först beskrevs av A. A. Myers 1978.  Bemlos setosus ingår i släktet Bemlos och familjen Aoridae. Inga underarter finns listade i Catalogue of Life.